# 显稃早熟禾
显稃早熟禾（学名：Poa insignis）为禾本科早熟禾属下的一个种。